# Бонч-Томашевский, Михаил Михайлович
Михаил Михайлович Бонч-Томашевский (* 1887 — † 1921?, 1939?) — театральный режиссёр

, театральный критик, кинорежиссёр

, теоретик театра. Изучал в Мюнхенском университете физиологию.

## Биография
В 1910 году в Санкт-Петербурге знакомится с В. Мейерхольдом, который и стал художником-постановщиком «Дома интермедий».
Один из самых активных кинорежиссёров дореволюционного времени — только в 1915—1916 годах снял 50 кинокартин.
В 1916 году открыл в Петрограде театр-кабаре «Жар-птица», где работал режиссером. В конце года кабаре закрылось.
В 1918 году был главным режиссёром Киевского театра «Дом интермедий». С 1919 года работал режиссёром кинопроизводства «Красная Звезда» при киносекции Наркомвоена УССР.
В 1919 работал главным режиссёром Киевского оперного театра «Музыкальная драма».

### Кинофильмы
- «Теща в гареме» (1915);

- «Звезда, сверкнула вдалеке» (1916); играла роль Мария Блюменталь-Тамарина;

- «Власть первого»;

- «Вор» (1916); оператор-постановщик Александр Лемберг;

- «В их крови мы невиновны»;

- «Ткачи» (1917); играл роль Константин Хохлов;

- «Черные вороны» (1917); по пьесе В. В. Протопопова, продюсер Пауль-Эрнст Тиман; среди актеров — Петр Леонтьев;

- «Великие дни российской революции с 28 февраля по 4 марта 1917 года» (1917); режиссировал вместе с Вячеславом Висковским;

- «Хозяин жизни», играла роль Александра Перегонец;

- «Хозяин и работник» (1918); играл роль Исаак Дуван;

- «Мир хижинам, война дворцам» (1919); режиссёры Борис Леонидов, Лев Никулин, оператор — Владимир Добржанский;

- «Что делать?» (1919); играл роль  Степан Леонидович Кузнецов;

- «Красный командир» (1919);

- «Красная репка» (1919), короткометражный фильм;

- «Это будет последний и решительный бой», агитационный фильм;

- «Вставай, проклятьем заклейменный!».

### Публикации
- «Общественное значение художественного театра», 1913;

- Бонч-Томашевский М.М. Театр пародии и гримасы (Кабаре) / М.М. Бонч-Томашевский // Маски. — 1912-1913. — №5.

- Бонч-Томашевский М.М. Театр и обряд / М.М. Бонч-Томашевский // Маски. — 1912-1913. — №6.

- Бонч-Томашевский М.М. Пантомима А. Шницлера в Свободном театре / М.М. Бонч-Томашевский // Маски. — 1913-1914. — №2.

- Бонч-Томашевский М. [М.] Смерть или бессмертие? // В спорах о театре: Сборник статей/Ю. [И.] Айхенвальд, М. [М.] Бонч-Томашевский, С. [С.] Глаголь и другие. — Москва: Книгоиздательство писателей в Москве, 1914. — 199 с. — С. 119-163.

- Бонч-Томашевский М. М. Книга о танго: Искусство и сексуальность / М.М. Бонч-Томашевский. — Москва: В. Португалов, 1914. — 44 с. : ил.; 21.

### Арест, 1921 / 1922
В 1980-х годах его дочь свидетельствовала, что на рубеже 1921—1922 годов был арестован чекистами; дальнейшими сведениями о его судьбе семья не располагает.